# Osiedle Piastowskie (Poznań)
Osiedle Piastowskie – osiedle mieszkaniowe leżące w jednostce obszarowej Systemu Informacji Miejskiej (SIM) Osiedle Piastowskie, wchodzącej w skład większej jednostki obszarowej SIM Rataje, a także na Świętym Rochu w obszarze SIM Święty Roch, na terenie jednostki pomocniczej miasta Osiedle Rataje w Poznaniu. 

## Historia
Osiedle Piastowskie jest najstarszym i największym osiedlem ratajskim wybudowanym przez, jedną z największych spółdzielni mieszkaniowych w Polsce, „Osiedle Młodych”. Pierwszy konkurs na zabudowę osiedlową tego rejonu rozpisano w początku lat 50. XX wieku. Jednak dopiero 18 lipca 1966 wmurowano akt erekcyjny pod fundamenty pierwszego budynku mieszkaniowego na Ratajach. 28 stycznia 1968 oddano do użytku pierwszy budynek na osiedlu. Był to blok nr 111-112. W 1971 oddano do użytku Dom kultury „Na Skarpie” (w 1987 odbywała się tu m.in. ogólnopolska wystawa filatelistyczna Góry 87). W 1975 wybudowano pierwszy wieżowiec szesnastopiętrowy na Ratajach. Osiedle graniczy z osiedlami: Jagiellońskim i Rzeczypospolitej, a także z Parkiem nad Wartą. 11.07.2009 otwarto w Ośrodku Przywodnym Rataje należącym do POSiR-u, na miejscu zamkniętego basenu otwartego, nowoczesny skate park „Wyspa”. Jego częścią są także trzy boiska do piłki plażowej. Na terenie tego obiektu znajduje się także bowling (dawniej kręgielnia) oraz klub „Nice Lady Fitness” dla kobiet.

## Ulice[4]
Granice osiedla wyznaczają następujące ulice:
- Ulica Kórnicka
- Ulica Jana Pawła II - odcinek drogi wojewódzkiej nr 196
- ul. Ludwika Zamenhofa – odcinek dróg wojewódzkich nr 196 i 433
- ul. Bolesława Krzywoustego – fragment od ulicy Jurackiej do ronda Rataje

Przez osiedle przebiegają ulice takie jak:
- ul. św. Rocha
- ul. Juracka
- ul. Wioślarska
- ul. Obrzyca
- ul. Na Skarpie
- ul. Szczytnicka

## Oświata
Na osiedlu znajduje się:

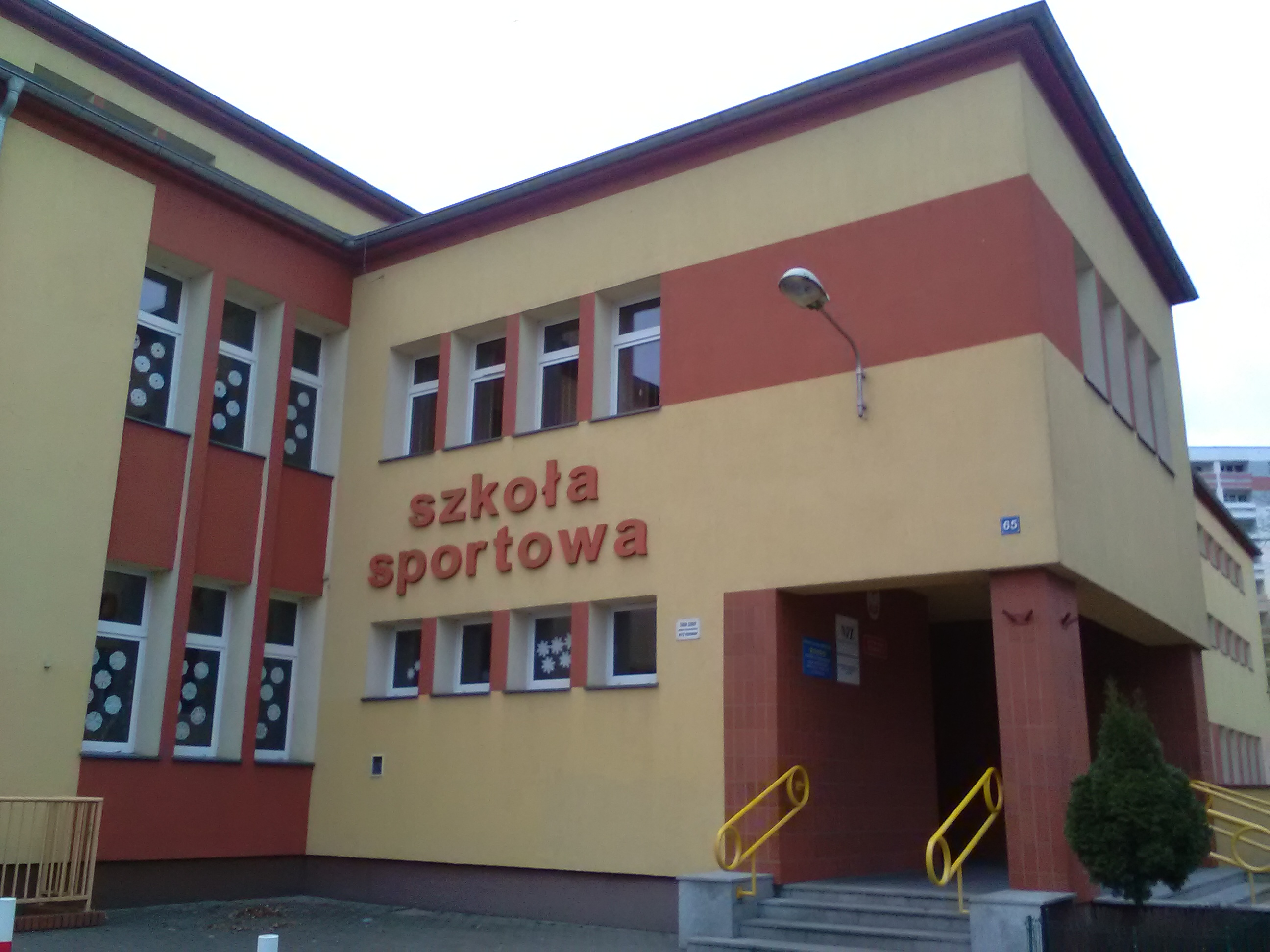
Sportowa Szkoła Podstawowa nr 14 (grudzień 2017)

- Szkoła Podstawowa nr 3 im. Bolesława Krzywoustego, os. Piastowskie 27[5]
- Sportowa Szkoła Podstawowa nr 14 im. Władysława Łokietka, os. Piastowskie 65,[6]
- Liceum Ogólnokształcące nr 14 im. Kazimierza Wielkiego, dawna Szkoła Podstawowa nr 31, os. Piastowskie 106[7][8]
- Przedszkole „Bartek”, os. Piastowskie 42[9]
- Przedszkole nr 117 im. Czecha, os .Piastowskie 105[10]
- Przedszkole nr 119 im. Lecha, os. Piastowskie 55[11]
- Przedszkole nr 126 im. Rusa, os. Piastowskie 26[12]

## Handel
- Dwukondygnacyjny pawilon handlowo-usługowy i „Pasaż Piastowski”[13]
- Pasaż „BETA”, os. Piastowskie 17[14]

## Gastronomia

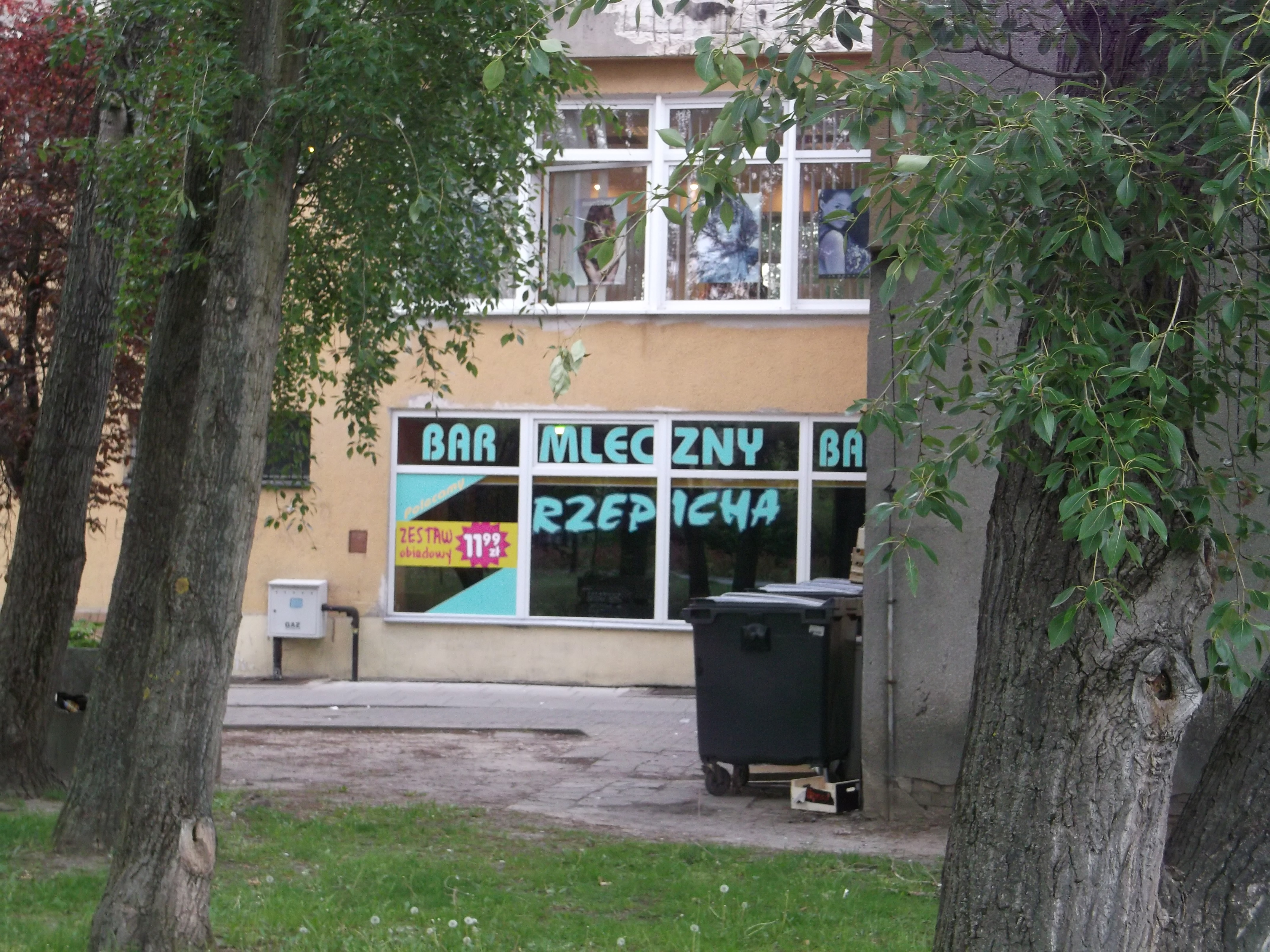
Bar mleczny „Rzepicha”

- Bar mleczny „Rzepicha”[15]
- Bar „Marco II”[16]
- Smaczny Kącik[17]

## Przedsiębiorstwa
Na osiedlu mieści się siedziba Zarządu Spółdzielni Mieszkaniowej „Osiedle Młodych” i należący do niej Zakład Budowlano-Remontowy oraz kryta pływalnia i Miejski Ośrodek Pomocy Rodzinie – Filia Nowe Miasto.

## Osiedle Piastowskie w kulturze popularnej
Osiedle jest miejscem części akcji powieści Mężczyzna w białych butach (2016) autorstwa Waldemara Ciszaka i Michała Larka. Książka nawiązuje do autentycznych wydarzeń, jakie miały miejsce na osiedlu w 1991, kiedy to seryjny morderca zabił tu dwunastoletniego chłopca.

## Placówki kulturalne
Placówki kulturalne na osiedlu to:
- Dom kultury „Na Skarpie”, os. Piastowskie 104[23]
- Ratajski Dom Harcerza „Skaut”, os. Piastowskie 98[24]
- Zespół Dziennych Domów Pomocy Społecznej Filia nr 3 Klub „Promień”, os. Piastowskie 101[25]

## Kościół
Na osiedlu znajduje się kościół Nawrócenia św. Pawła Apostoła.

## Komunikacja
Osiedle Piastowskie posiada połączenie komunikacyjne MPK autobusowe linii: 174, 184, 212, 222, 227 (przystanek Rondo Rataje na ulicy Zamenhofa) 174, 184, 212, 222, 227 (przystanki Osiedle Piastowskie i Osiedle Rzeczypospolitej na ulicy Zamenhofa), 174 (przystanek Serafitek na styku ulicy Krzywoustego i Jurackiej w pobliżu Mostu Królowej Jadwigi) oraz tramwajowe linii: 6, 12, 18 (przystanek Serafitek na styku ulicy Krzywoustego i Jurackiej blisko Mostu Królowej Jadwigi), 6, 12, 18 (przystanek Rondo Rataje na ulicy Bolesława Krzywoustego), 7, 12, 13, 201 (przystanki Wioślarska, Osiedle Piastowskie i Osiedle Rzeczypospolitej na ulicy Zamenhofa). Planowane jest zbudowanie pieszo-rowerowej Kładki Piastowskiej nad Wartą do Łazienek Rzecznych na Wildzie.

## Architektura
Zabudowę osiedla stanowi dwadzieścia sześć budynków wielorodzinnych pięciokondygnacyjnych, trzy jedenastokondygnacyjne gwarowo nazywane „deskami” i trzy wysokościowce szesnastopiętrowe (osiemnastokondygnacyjne) tzw. „wieżowce”, do administracji osiedla należą również cztery budynki mieszkalne pięciokondygnacyjne położone przy ulicy Świętego Rocha. Na osiedlu stoi też nie przypisany do administracji osiedlowej dwunastokondygnacyjny apartamentowiec Pelikan nagrodzony statuetką „Kryształowe apartamenty 2007” jako najbardziej luksusowa inwestycja budowlana w Wielkopolsce w 2007 roku.

### Sztuka i pamiątki historyczne
Na osiedlu stoją dwie rzeźby plenerowe. Pierwsza z nich, Kompozycja – otwieranie, stoi blisko restauracji Kasztelańska i wyrzeźbiona została przez Zuzannę Pawlicką w 1975. Druga rzeźba, Pływaczka, stała na ulicy Wioślarskiej na wysokości krytej pływalni Rataje i powstała w 1977, a jej autorem jest Józef Kopczyński. Rzeźba została skradziona w czerwcu 2016 roku.  
Ściana szczytowa pierwszej „deski” nr 18-24 od strony ulicy Bolesława Krzywoustego zdobi mural przedstawiający zdjęcia portretowe twarzy wybranych mieszkańców osiedla
W pobliżu kościoła z ziemi wystaje pokaźna część betonowej podstawy niemieckiego działa przeciwlotniczego typu FlaK 97(f), 7,5 cm.

## Znany mieszkaniec
Znanym mieszkańcem osiedla był Milan Kwiatkowski (1938–1999) polonista, nauczyciel, dramatopisarz i kierownik literacki teatrów oraz teatroznawca. W dniu 9 czerwca 2020 roku skwerowi przy rondzie Rataje u zbiegu ulic Bolesława Krzywoustego i Ludwika Zamenhofa zostało nadane jego imię.